# Андригетто, Свен
Свен Андриге́тто (нем. Sven Andrighetto; род. 21 марта 1993, Зумисвальд, Берн) — швейцарский хоккеист, нападающий клуба «Цюрих Лайонс». Двукратный серебряный призёр чемпионатов мира (2018 и 2024) в составе сборной Швейцарии.

## Карьера
Профессиональную карьеру молодой швейцарский форвард Свен Андригетто начал на родине, в клубе Национальной лиги Б (второй дивизион швейцарского хоккея). Отыграв в Швейцарии 1 сезон, Андригетто переехал за океан, в клуб QMJHL «Руэн-Норанда Хаскис». За 2 сезона в составе «Лаек» Свен Андригетто набрал по системе «гол+пас» 172 (67+105) очка. В 2013 году форвард был выбран на драфте НХЛ клубом «Монреаль Канадиенс». 15 июля 2013 года подписав с канадским клубом контракт на 3 года
В декабре 2014 года Свен Андригетто, отыгравший предыдущий сезон в фарм-клубе «Монреаля», был вызван в «Канадиенс», дебютировав за «Монреаль» 6 декабря, в матче против «Даллас Старз». «Канадиенс» проиграли матч со счётом 1:4; единственная заброшенная шайба была на счету Андригетто. Последним до Свена игроком, забившим гол в дебютном же матче, был Макс Пачиоретти в 2009 году. В первых же трёх играх за «Канадиенс» молодой швейцарец набрал 3 (2+1) очка по системе «гол+пас»; это был самый яркий старт в составе «Монреаля» с 1977 года, когда столь же результативно начал карьеру Пьер Монду.
8 июля 2019 года подписал контракт с омским «Авангардом».
С 2020 года играет за «Цюрих Лайонс». В 2024 году помог команде выиграть чемпионат Швейцарии. В плей-офф набрал 14 очков (3+11) в 15 матчах. В 2025 году «Лайонс» вновь выиграли чемпионат, Андригетто набрал 22 очка (9+13) в 16 матчах плей-офф.

## Карьера в сборной
В составе молодёжной сборной Швейцарии Свен Андригетто принимал участие в молодёжном чемпионате мира 2013 года, набрав в 6 играх 8 (5+3) очков.
В составе сборной Швейцарии завоевал серебро чемпионата мира 2018 года в Дании. В 9 матчах турнира Андригетто набрал 9 очков (2+7). В финале против Швеции Андригетто реализовал первый буллит в послематчевой серии, но остальные игроки швейцарцев не забили, а шведы забили дважды третьим и четвёртым броском и победили.
В 2024 году выиграл ещё одно серебро чемпионата мира в Чехии, в 10 матчах турнира Андригетто набрал 3 очка (1+2).
15 мая 2025 года на чемпионате мира в Дании забросил 4 подряд шайбы в матче против Германии (5:1). На первые три шайбы, заброшенные во втором периоде, у Андригетто ушло 9 минут и 4 секунды.